# 蒂凯特纳加尔
蒂凯特纳加尔（Tikait Nagar），是印度北方邦Barabanki县的一个城镇。总人口8246（2001年）。

## 人口
该地2001年总人口8246人，其中男性4344人，女性3902人；0—6岁人口1301人，其中男690人，女611人；识字率54.01%，其中男性为58.63%，女性为48.87%。